# The Thelonious Monk Orchestra at Town Hall
The Thelonious Monk Orchestra at Town Hall è un album di Thelonious Monk, originariamente pubblicato nel 1959. Il concerto include gli arrangiamenti di Hall Overton sulle melodie di Monk (inclusa una trascrizione dell'assolo di Monk su "Little Rootie Tootie").
Il concerto, tra l'altro, presenta Charlie Rouse al sax tenore alla sua prima registrazione con Monk di una lunga serie.
Si evidenziano gli assoli di Phil Woods in Friday The 13th, di Pepper Adams e Donald Byrd e dello stesso Thelonious Monk in Little Rootie Tootie.

## Tracce
Musiche di Thelonious Monk.
Lato A
1. Thelonious – 0:56
2. Friday The 13th – 9:22
3. Monk's Mood – 10:15

Lato B
1. Little Rootie Tootie – 8:45
2. Off Minor – 7:47
3. Crepuscule With Nellie – 4:42

## The 2006 CD rerelease
1. Thelonious – 3:04
2. Friday The 13th – 9:34
3. Monk's Mood – 10:27
4. Little Rootie Tootie – 8:56
5. Off Minor – 7:56
6. Crepuscule With Nellie – 4:53
7. Little Rootie Tootie (bis) – 8:29
8. In Walked Bud – 7:09
9. Blue Monk – 8:21

## Musicisti
- Thelonious Monk – piano
- Donald Byrd – tromba
- Eddie Bert – trombone
- Robert Northern – corno francese
- Jay McAllister – basso tuba
- Phil Woods – sax contralto
- Charlie Rouse – sax tenore
- Pepper Adams – sax baritono
- Sam Jones – contrabbasso
- Art Taylor – batteria